# Ortholasma coronadense
Espèce
Synonymes
- Ortholasma setulipes Shear & Gruber, 1983

Ortholasma coronadense est une espèce d'opilions dyspnois de la famille des Nemastomatidae.

## Distribution
Cette espèce se rencontre aux États-Unis en Californie dans les comtés de San Luis Obispo, de Los Angeles, de San Bernardino, d'Orange et de San Diego et au Mexique en Basse-Californie sur les îles Coronado,.

## Description
Les mâles mesurent de 3,2 à 3,8 mm et les femelles de 3,5 à 4,3 mm,.

## Systématique et taxinomie
Cette espèce a été décrite par Cockerell en 1916.
Ortholasma setulipes a été placée en synonymie par Shear et Gruber en 1987.

## Étymologie
Son nom d'espèce, composé de coronad[o] et du suffixe latin -ense, « qui vit dans, qui habite », lui a été donné en référence au lieu de sa découverte, les îles Coronado.

## Publication originale
- Cockerell, 1916 : « A new phalangid from the Coronados Islands (Arach.). » Entomological News, vol. 27, no 4, p. 158.